# 史家胡同

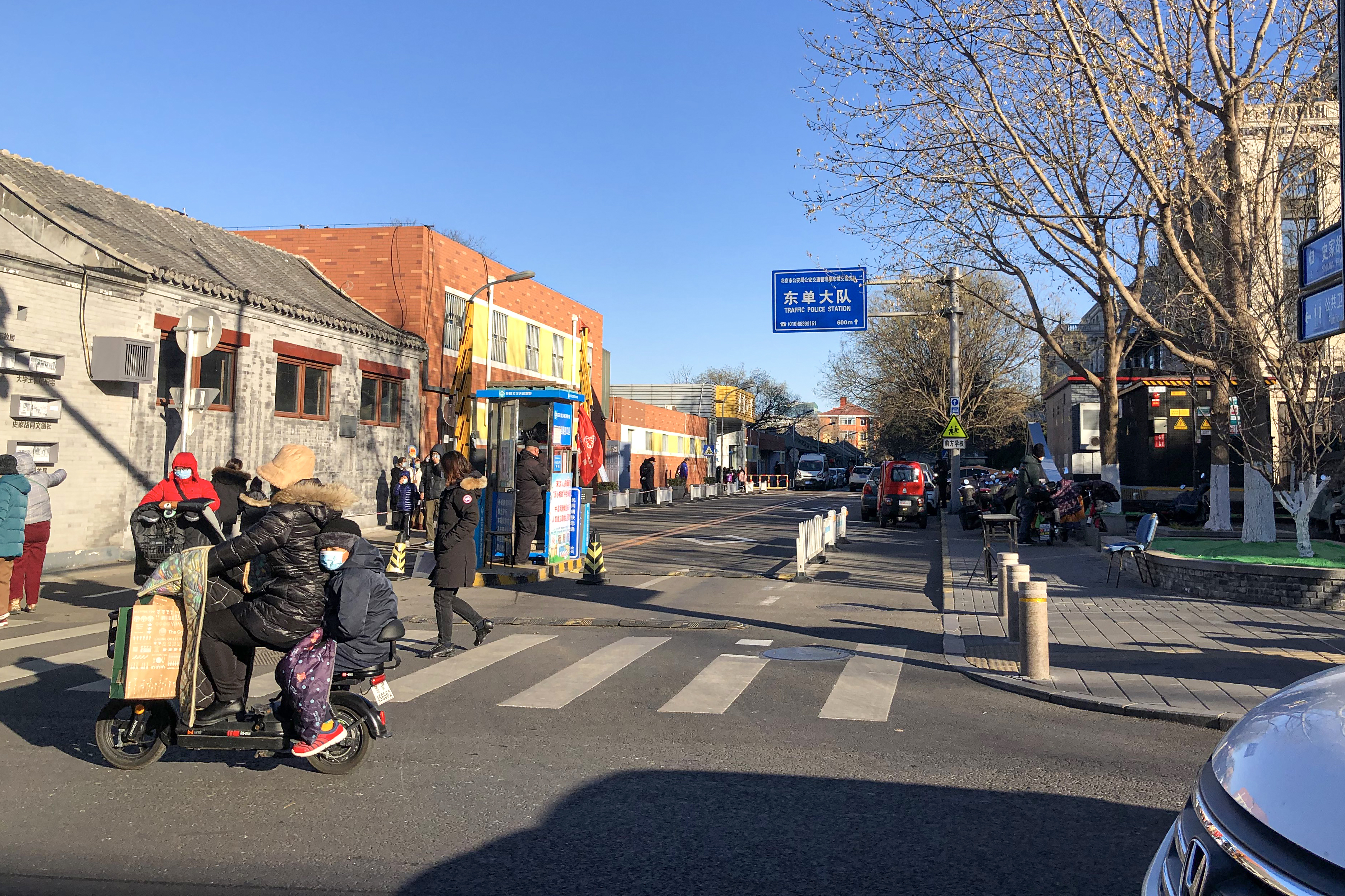
史家胡同西口

39°55′01″N 116°24′55″E / 39.91703°N 116.41523°E
史家胡同，是位于中国北京市东城区的一条胡同。

## 简介
史家胡同位于灯市口大街东侧，为东西走向。西到东四南大街，东到朝阳门南小街，南与东罗圈胡同、西罗圈胡同相连。史家胡同全长726米，宽7米，沥青路面。
史家胡同明朝属黄华坊，称为“史家胡同”。清朝属镶白旗，沿称“史家胡同”。据传说，该胡同是因这里住有史姓大户而得名。1965年北京市整顿地名时，将京华邨、官学大院并入。文化大革命中，一度改称“瑞金路十八条”，后来恢复原名“史家胡同”。

## 沿线建筑

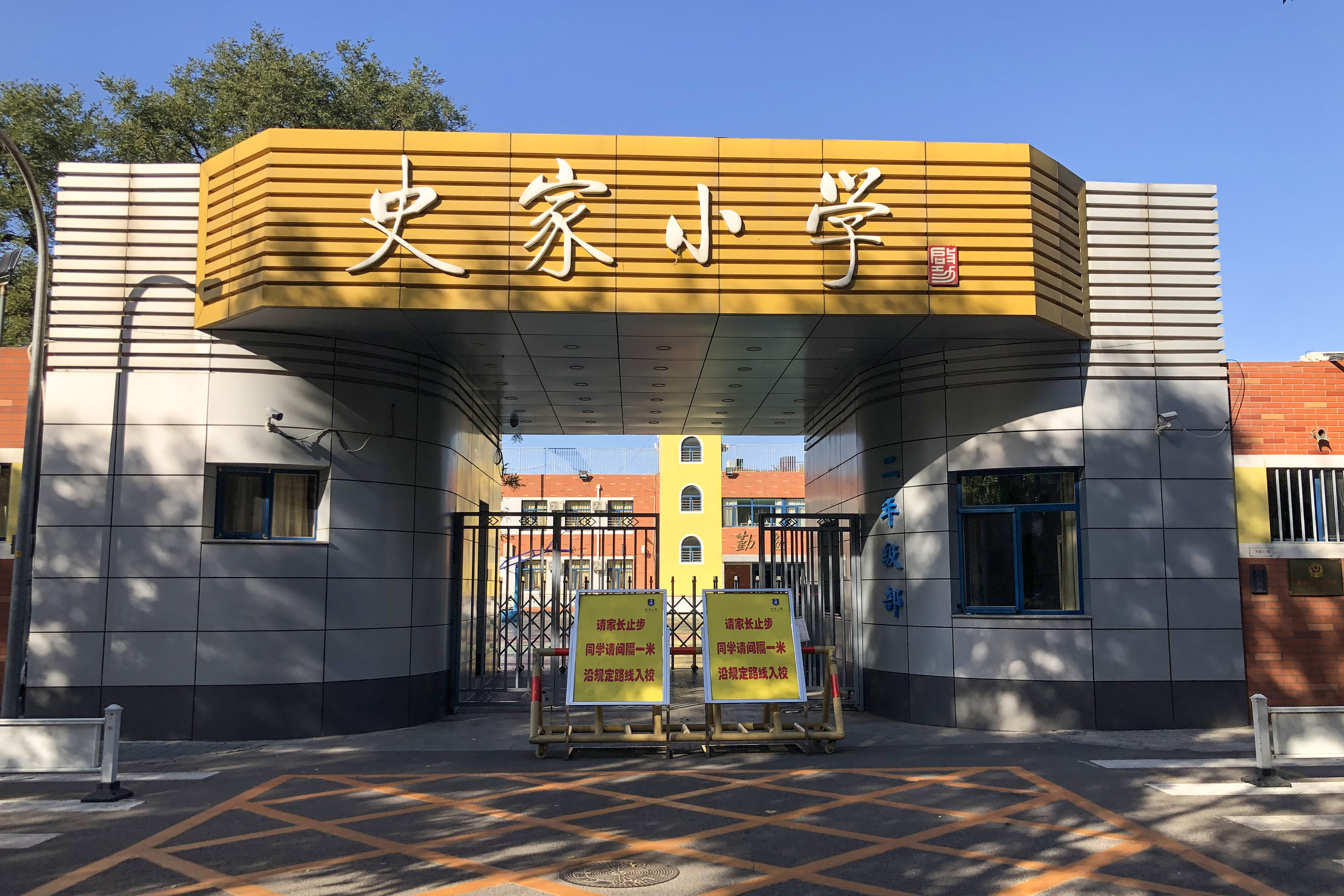
史家小学二年级部

史家胡同曾有众多名人居住，如清朝末年中法银行董事长刘福成、名妓赛金花（傅彩云）都在此胡同有宅第等。胡同内还有史家胡同小学、《中国妇女》杂志社等单位，还有其他居民住宅。
- 史家胡同8号：于光远等人曾在此居住。[2]
- 史家胡同20号：旧门牌为56号。1952年，北京人民艺术剧院（现在惯称“老人艺”）话剧团与中央戏剧学院附属话剧团合并，在史家胡同56号院成立了如今的北京人民艺术剧院。[3][4][5]在此居住和工作过的有焦菊隐、舒绣文、曹禺、欧阳山尊、梅阡、黄宗洛、于是之、叶子、英若诚、蓝天野、朱琳等人。[6]
- 史家胡同博物馆：史家胡同24号，原是凌叔华故居。2013年开馆。
- 荣毅仁故居：史家胡同47号。1959年荣毅仁调到北京任中华人民共和国纺织工业部副部长后，荣家一直住在北太平庄。1978年荣毅仁任全国政协副主席后，荣家迁居史家胡同47号，此后一直住在这里。荣毅仁在此安度晚年。[7]
- 史家胡同基督徒会堂：旧门牌为史家胡同42至43号。1937年由王明道创办。1955年之后充公。[3]
- 丹麦公使馆：1912年，丹麦公使馆在史家胡同路北绍昌宅成立。阿列斐伯爵为首任驻华特命全权公使。阿列斐一家在此居住到1920年。丹麦公使馆的位置大约在如今史家胡同41至47号之间的某几处宅院。[3]中华民国时期，1915年丹麦公使馆内发生一起枪案时，北京警方记录的地址是“内左二区属史家胡同路北门牌二十二号丹国公使馆阿列裴宅房间院落十二处，计房一百余间”。[6]
- 徐向前故居：史家胡同50号。中华人民共和国成立后，徐向前夫妇居住在史家胡同50号一所旧宅院内。晚年徐向前住在柳荫街。[8]
- 东城区史家胡同51、53、55号宅院：是北京市文物保护单位。其中51号是章士钊寓所，后来由乔冠华和章含之夫妇居住。[1]
- 北京市东城区史家胡同小学：史家胡同59号。原为史可法祠堂。清朝雍正二年（1724年），在史可法祠堂旧址建起“左翼宗学”，招收八旗左翼的镶黄旗、正白旗、镶白旗、正蓝旗子弟入学。1905年改为“左翼八旗第五初等小学堂”，1910年改为“左翼八旗中学堂”，1912年改为“京师公立第二中学校”，1939年第二中学校迁到史家胡同北侧的内务部街，此处又建史家胡同小学。[9][1]
- 游美学务处：1909年，清朝成立游美学务处。游美学务处起初设在北京东城的侯位胡同，后来迁到史家胡同。游美学务处在史家胡同招考赴美国留学生，考试地点即今史家胡同59号史家胡同小学。清华学堂成立前，三次甄别考试均在史家胡同考场举办。胡适、竺可桢等人就是1910年在此通过考试后赴美国留学。[3][6]
- 范汉杰故居：1948年9月，在史家胡同居住的范汉杰被任命为东北剿总副总司令兼锦州指挥所主任，赴锦州任职。[6]
- 乐松生故居：1921年，乐松生由新开路迁居史家胡同。1947年，乐达仁、乐达义先后去世，乐松生成为同仁堂重要股东，占股十六分之一，是同仁堂主要负责人之一。[6]
- 傅作义故居：旧门牌为史家胡同23号。是傅作义1946年置办的官产，一直使用到中华人民共和国的反右运动时期。[6]